# Dasypogon sericeus
Dasypogon sericeus là một loài ruồi trong họ Asilidae. Dasypogon sericeus được Philippi miêu tả năm 1865. Loài này phân bố ở vùng Tân nhiệt đới.